# Салят
Саля́т або сала́т (араб. صلاة; перс. نماز), також нама́з (тур. Namaz) — п'ятиразова щоденна обов'язкова молитва мусульман, один зі стовпів ісламу. В арабських країнах прийнято вживати слово салят, тоді як у Туреччині, Ірані, а також країнах СНД вживається тюркське слово намаз.

## Саляти
Кожен мусульманин має щоденно здійснювати 5 обов'язкових салятів:
- Світанкова молитва (салят аль-фаджр, або салят ас-субх,), що здійснюється в період від уранішньої зорі до сходу сонця; складається з двох ракятів. (Ракят — це «колінопреклоніння» ; елементи, з яких складається обрядова молитва (2, 3 або 4 ракяти).[1]
- Молитва опівдні (аз-зухр[2]) — у період від сонця в зеніті до того часу, коли довжина тіней предметів дорівнюватиме їхній висоті; має чотири ракяти.
- Надвечірня молитва (салят аль-’аср[2]) — від моменту рівної довжини тіней предметів їхній висоті до заходу сонця; містить чотири ракяти.
- Молитва на заході сонця (салят аль-маґріб[2]) — у проміжок від заходу сонця до миті, коли згасне вечірня зоря, складається з трьох ракятів.
- Вечірня молитва (салят аль-’іша’[2]) — у період між вечірньою та вранішньою зорею, має чотири ракяти.[3]

«Піднявшись уранці, — радять мусульманські настанови, — встань перед Господом Твоїм чистим і непорочним, перш ніж розпочинати буденні справи. Підтвердити перед Аллахом своє поклоніння Йому, стоячи, сидячи, навколішки й лежачи перед ним. Скажи, що до Нього ти звертаєшся і від Нього чекаєш вказівки на правильний шлях. Знову пригадай домовленість із Ним про покірність і служіння. Повтори кілька разів своє бажання заслужити Його Милість і уникнути Його Гніву. Повтори урок Корану. Засвідчи істинність його послання. Згадай день, коли ти постанеш перед судом Аллаха, де тебе запитають про вчинки твої, та отримаєш за них те, що заслужив. Так починається твій день. Після того, як ти попрацюєш кілька годин, покличе тебе муедзин прославити ім'я Господа. Повтори свій урок іще раз, аби не забути його. Встань зі свого місця і, повторивши формулу віри, повертайся до мирських справ. Згодом утретє покличе тебе муедзин на післяполуденну молитву. Коли день закінчиться, і настане ніч, почни її тим, чим починав день. Згадай Усевишнього та служіння Йому, щоб не забути свій урок уночі. А коли настане час сну, помолися знову, пом'яни Господа Твого востаннє за добу».

## Обов'язкові умови для здійснення молитви

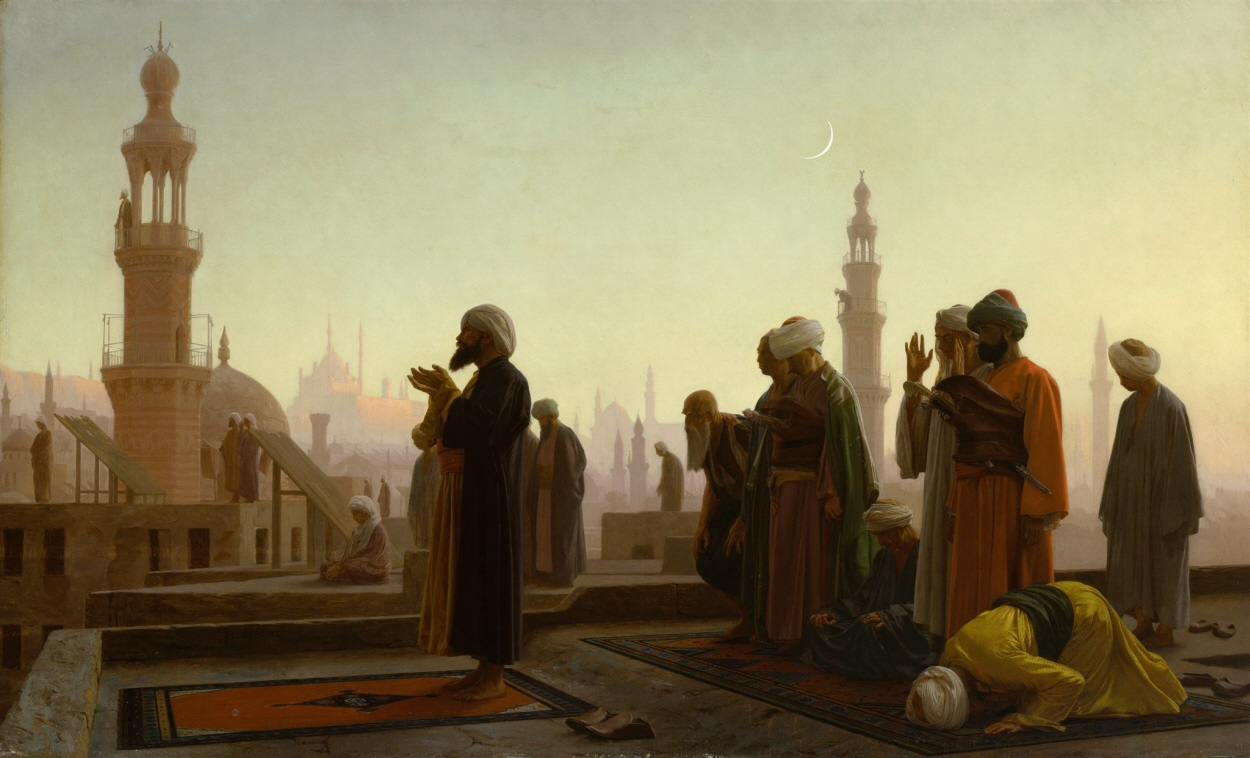
Мусульмани, моляться в Каїрі, 1865

1. Ритуальна чистота — якщо людина перебуває в стані осквернення (малого, наприклад, після справляння природних потреб, або великого, наприклад, після статевих зносин), необхідно ритуальне обмивання (часткове або повне, залежно від ступеня осквернення).
2. Чисте місце — необхідно вибрати чисте місце для здійснення молитви.
3. Кібла — людина повинна стояти обличчям до кібли.
4. Намір — у людини має бути намір зробити молитву.
5. Ізар — край одягу не повинен звисати нижче щиколоток.
6. Одяг — людина повинна бути одягнена в чисту (тобто не забруднену нечистотами, наприклад, сечею) одежу, яка відповідає шаріату.
7. Тверезість (алкоголь, тютюн, наркотики перебувають під повною забороною в ісламі — все це харам).

## Час, заборонений для молитви
- Від сходу сонця до того, як воно підніметься на висоту списа.
- Коли сонце в зеніті.
- Під час заходу сонця. (Але не забороняється виконувати післяполудневу молитву. Виконання ж постійно в цей час післяполудневої молитви — є лицемірством, як говорив Пророк Мухаммад.